# Río Haine
El río Haine (en francés Haine, en neerlandés Hene, en alemán Henne) es un corto río de Francia y Bélgica, un afluente del río Escalda
El río Haine nace en Anderlues (Bélgica) y desemboca en Condé-sur-l'Escaut (Francia).
Riega las ciudades de La Louvière, Mons y Saint-Ghislain. Dio su nombre al antiguo condado de Henao (en francés Hainaut) y a los municipios Bois-d'Haine, Haine-Saint-Pierre, Haine Saint-Paul y Ville-sur-Haine.
Hasta Mons, el río conserva su curso natural pero tras esta ciudad se canalizó para construir el Canal Pommerœul-Condé.
Históricamente, el río formaba la frontera entre el ducado de Brabante y el condado de Henao.